# Justus Scrafford
Justus Moak Scrafford (Utica, 7 gennaio 1878 – Syracuse, 6 febbraio 1947) è stato un mezzofondista statunitense.
Scrafford rappresentò l'Università di Syracuse nelle gare intercollegiali di atletica.
Prese parte ai Giochi olimpici di Parigi, del 1900, nella gara degli 800 metri piani, in cui fu eliminato in batteria.